# The Perfect Date
The Perfect Date è un film del 2019, diretto da Chris Nelson con protagonisti Noah Centineo, Laura Marano, Camila Mendes, Odiseas Gerorgiadis e Matt Walsh.
Il film è l'adattamento cinematografico del romanzo del 2017 The Stand-In scritto da Steve Bloom.

## Trama
Brooks Rattigan è un liceale all'ultimo anno, col sogno di entrare a Yale, mentre suo padre vorrebbe che andasse all'università del Connecticut. Lavora part-time in un fast food con il suo migliore amico, il programmatore Murph, ma finanziare i suoi sogni universitari si rivela problematico. Brooks coglie l'opportunità di guadagnare qualche soldo extra fingendo di essere il fidanzato di Celia Lieberman, una ragazza grintosa e sicura di sé. Accompagnando Celia incontra Shelby e, per far colpo su quest'ultima, le fa credere di essere benestante.
Dopo il successo dell'uscita con Celia lui e Murph lanciano l'app "amico in affitto", in cui Brooks si offre come accompagnatore ideale per tutte le occasioni. Celia ha una cotta per Franklin Volley e così chiede a Brooks di accompagnarla ad una festa da Shelby per farla incontrare con Franklin e lui la accompagna e la aiuta a rompere il ghiaccio.
Murph però si sente trascurato da Brooks e cambia il suo turno al fast food. Celia organizza un colloquio per Brooks con il rettore di Yale, amico di famiglia, che va molto bene anche perché Brooks ha preso informazioni sul Rettore e si è spacciato per apicultore dilettante per ingraziarselo. Lei si scandalizza, ma Brooks si giustifica dicendo che non è diverso da quello che lei ha fatto con lui, prima presentandolo come suo fidanzato, poi inscenando la finta litigata.
Celia, dopo la prima conoscenza alla festa in cui si era fatta accompagnare da Brooks, è uscita con Franklin e la cosa sembra funzionare, così chiede a Brooks di accompagnarla ad un party in cui dovranno inscenare una finta litigata in modo che entrambi siano ufficialmente liberi ed abbiano la possibilità di uscire con Shelby e Franklin. Anche stavolta le cose vanno secondo i piani: Celia se ne va con Franklin e Shelby bacia Brooks e le chiede di accompagnarla a un ballo di beneficenza della scuola.
Al ballo Brooks si rende conto che Shelby ha degli obiettivi molto ambiziosi ed ha già pianificato tutta la sua vita. I due hanno difficoltà a relazionarsi tra loro ed a sostenere una conversazione. Quando incontrano Leah, una ragazza che aveva usato l’app "amico in affitto" e che involontariamente lo smaschera con Shelby, Brooks deve rivelarle che non viene dal quartiere benestante che le aveva fatto credere, e che ha bisogno dei soldi per andare a Yale. Lei gli dà del bugiardo e se ne va. Brooks si avvicina a Celia, anche lei al ballo con le amiche. Lei gli dice che è da sola perché ha capito che Franklin non le interessava ma declina la sua offerta di ballare e dice che non sarà la sua ruota di scorta ora che Shelby se ne è andata.
Brooks ritorna a casa e racconta a suo padre quello che sta succedendo nella sua vita. Suo padre è sorpreso e dice che non sapeva che Yale significasse tanto per Brooks. Brooks dice anche che la sua app non era solo per raccogliere fondi, ma per cercare di capire chi fosse. Suo padre gli dice che il meglio che puoi fare è pensare a chi eri nel passato, confrontarlo con chi vorresti essere nel futuro e tirare le somme; ecco chi sei adesso.
Brooks decide di accettare l'offerta dell'Università del Connecticut, perché se deve fingere di essere qualcun altro per andare a Yale, non vuole andare. Inoltre si scusa e fa pace con Murph. Incontra anche Celia, le rivela che sta chiudendo la app e le consegna una lettera, dove le confessa che le sue precedenti ambizioni erano guidare la macchina più bella, andare alla scuola più prestigiosa, e uscire con la ragazza più desiderata. Ma ha capito che tutto ciò lo ha portato ad essere un cattivo amico, un figlio ingrato e una persona ossessionata dalle apparenze. Scrive che le volte in cui si sentiva più se stesso quando era con Celia e che voleva stare con lei.
Durante il loro primo vero appuntamento si scambiano il loro primo bacio.

## Produzione
Nel marzo 2018 vennero ingaggiati Laura Marano, Noah Centineo e Camila Mendes come protagonisti del film, inizialmente intitolato The Stand-In. Nel gennaio 2019, viene confermato l'acquisto ad opera di Netflix dei diritti di distribuzione internazionale del film, intitolato ufficialmente The Perfect Date.
Le riprese sono iniziate il 9 aprile 2018 a New Orleans.

## Distribuzione
Il film è stato distribuito dal 12 aprile 2019 sulla piattaforma Netflix.

## Accoglienza
Nel sito web di aggregazione di recensioni Rotten Tomatoes, il film ha un punteggio di approvazione dell'80% basato su 5 recensioni e una valutazione media di 6/10.